# تکیه تویسرکانی
تکیه تویسرکانی مربوط به دوره قاجار است و در اصفهان، تخت فولاد، غرب خیابان فیض، کوی مخابرات واقع شده و این اثر در تاریخ ۱۰ خرداد ۱۳۸۲ با شمارهٔ ثبت ۹۰۷۲ به‌عنوان یکی از آثار ملی ایران به ثبت رسیده است.